# Sitticus penicilloides
Sitticus penicilloides là một loài nhện trong họ Salticidae.
Loài này thuộc chi Sitticus. Sitticus penicilloides được Wanda Wesołowska miêu tả năm 1981.